# برو سراغش (یاه)
«برو سراغش (یاه)» (به انگلیسی: Get Into It (Yuh)) ترانه‌ای از رپر و خوانندهٔ آمریکایی دوجا کت از سومین آلبوم استودیویی وی پلنت هر (۲۰۲۱) می‌باشد. دوجا به‌عنوان نویسنده اضافی این قطعه‌را با تهیه‌کنندگانش وای۲کی و سالی نوشت. این ترانه از سوی کموساب و آرسی‌ای رکوردز در کنار پلنت هر به‌عنوان قطعه‌ای از آلبوم منتشر گردید. پس از انتشار آلبوم، به علت وایرال شدن در برنامهٔ اشتراک‌گذاری ویدئو تیک‌تاک وارد نمودارهای موسیقی بین‌المللی مختلف شد. پس از اکران موزیک ویدئو در ۳۱ ژانویهٔ ۲۰۲۲ این ترانه به‌عنوان پنجمین و آخرین تک‌آهنگ آلبوم در ۱۱ مارس ۲۰۲۲ در رادیو منتشر شد.